# 光明寺 (江戸川区)
光明寺（こうみょうじ）は、東京都江戸川区にある真言宗豊山派の寺院。

## 概要
1614年（慶長19年）、覚仙によって開山された。覚仙が当地で「天下泰平五穀豊穣病災消除」の護摩修行を行ったのが起源である。旧本山は善養寺、隣の日枝神社の別当寺でもあった。
当寺の本尊の不動明王は、眼病を治すご利益があるとされ、多くの人々の信仰を集めた。門前の道は横丁に行く道にもなっていたことから「横道の不動様」の異名をもっている。

## 交通アクセス
- 船堀駅より徒歩9分（経路案内）。